# Gonodonta nutrix
Gonodonta nutrix là một loài bướm đêm thuộc họ Noctuidae. Nó được tìm thấy ở ở St. Lucia, Cuba, Jamaica, Florida và từ México tới Paraguay.
Sải cánh dài 36–40 mm.
Ấu trùng ăn các loài Annona, bao gồm Annona glabra. The adults pierce soft fruits to feed on plant juices. 

## Hình ảnh

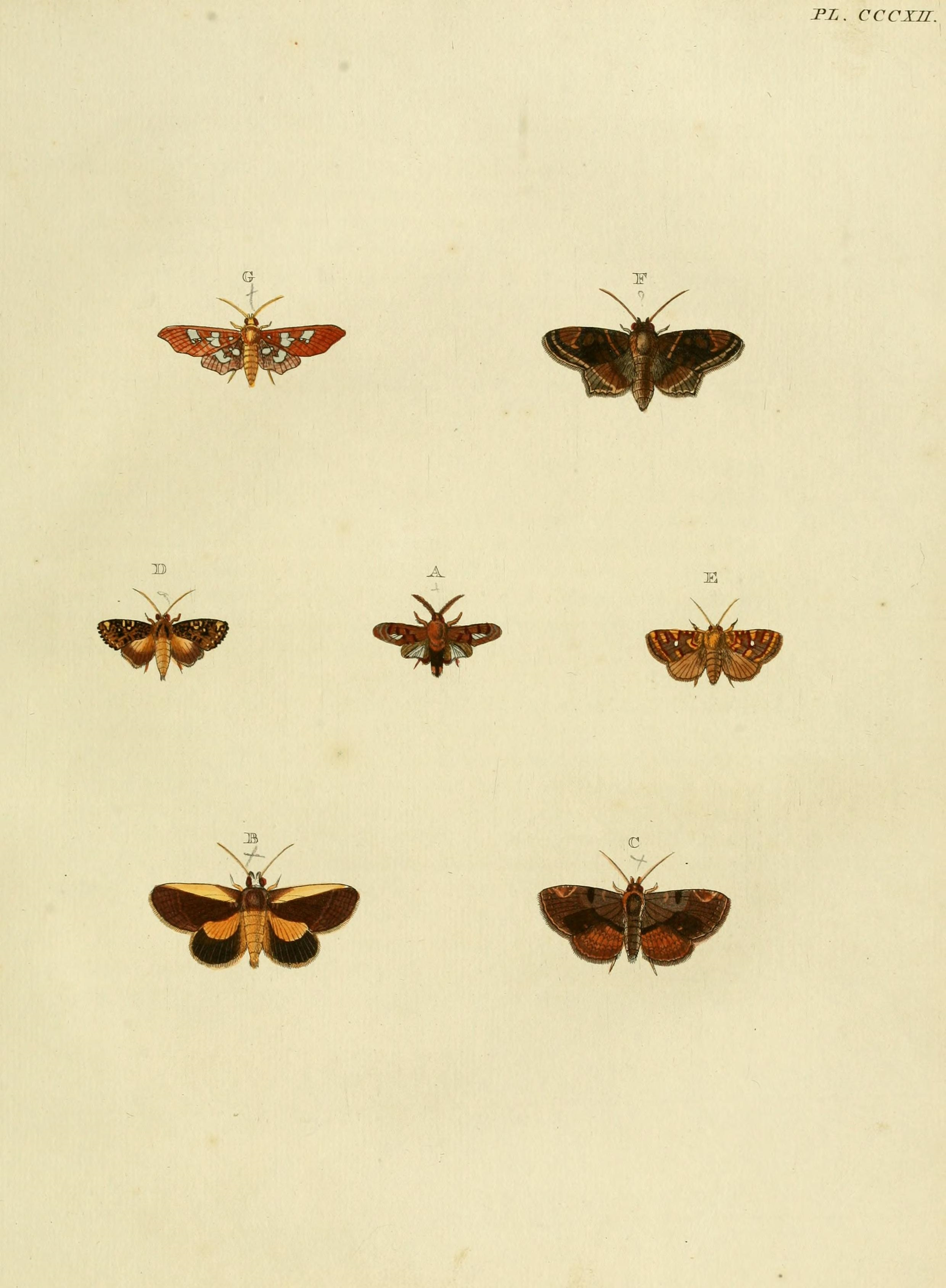
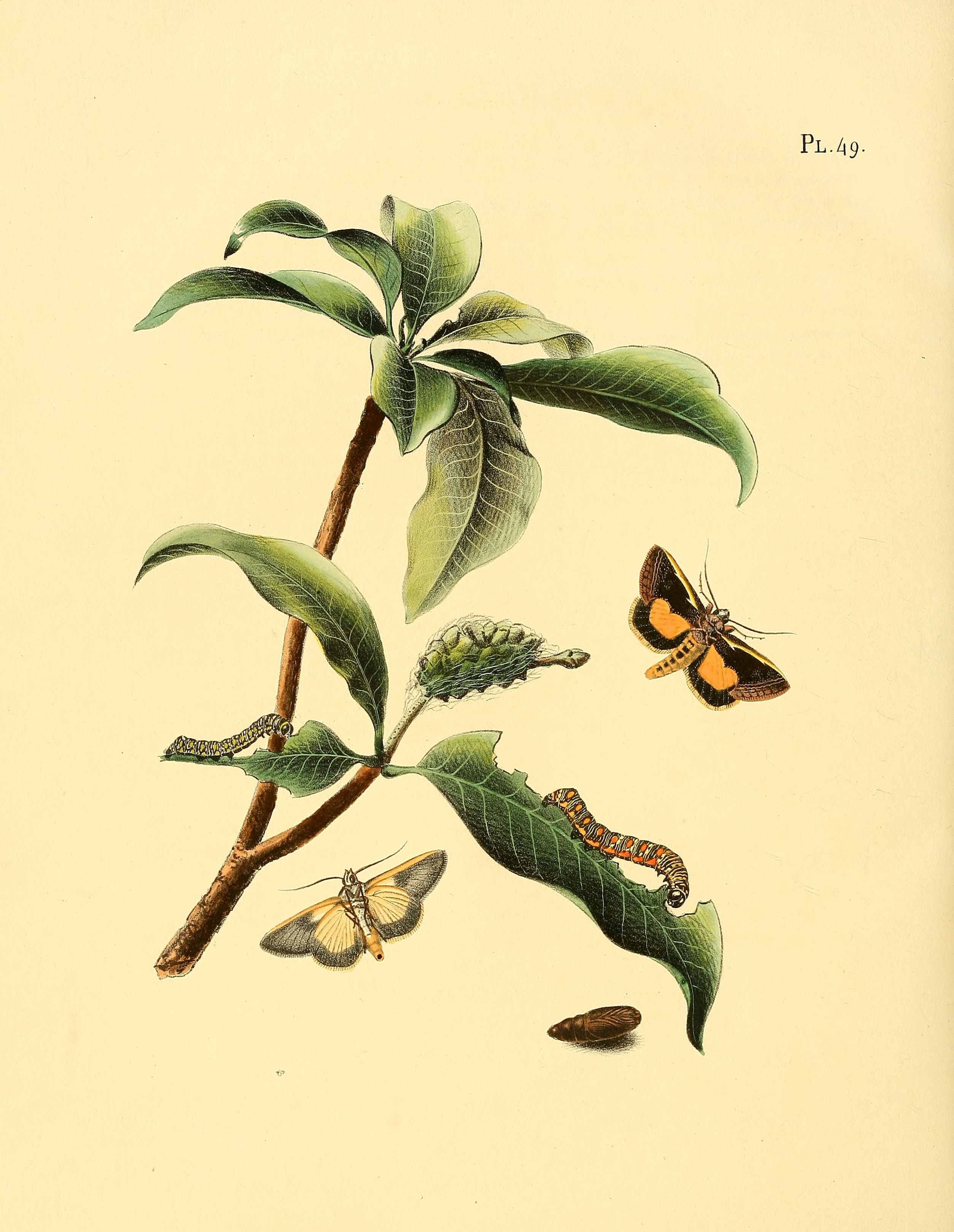